# Kugelmugel

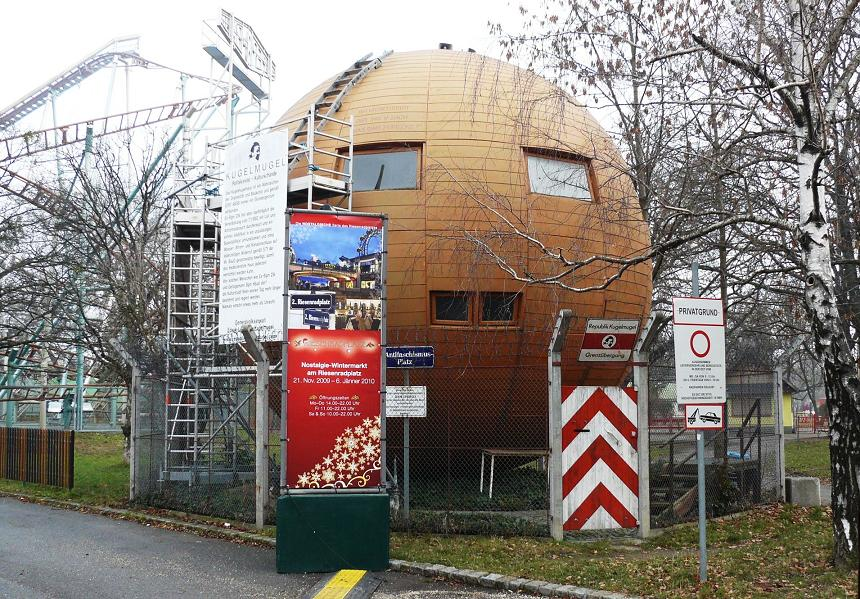
Kugelmugel

Kugelmugel (właściwie: Republik Kugelmugel) – ogrodzony drutem kolczastym teren w wiedeńskim parku Prater. Na działce tej znajduje się sferyczny dom (średnica: 8 m), zbudowany przez artystę – Edwina Lipburgera.
W 1971 Edwin Lipburger postawił kulisty dom na łące w Katzelsdorf koło Wiener Neustadt w Dolnej Austrii. Jednak, z uwagi na jego nietypową konstrukcję i brak stabilizacji, nie uzyskał stosownego pozwolenia na taką budowlę. Część elementów konstrukcyjnych została skonfiskowana przez lokalną żandarmerię. Ostatecznie sprawa zakończyła się procesem przed Sądem Rejonowym w Wiener Neustadt. W 1976 Lipburger ogłosił powstanie swojej niezależnej Republiki, która nie została przez nikogo uznana. W 1979 został skazany i spędził dziesięć tygodni w więzieniu. W 1982 dom przeniesiony został do wiedeńskiego Prateru, w pobliże Planetarium, gdzie stanowi jedną z atrakcji turystycznych. Dokładnie znajduje się na narożniku Prater-Hauptallee i Vivariumstraße, ale według Lipburgera adres ten brzmi: Antifaschismusplatz 2.
Republika posiada własne logo, jest oznaczona odpowiednimi tablicami ostrzegawczymi, a w płocie z drutu kolczastego istnieje jedno przejście graniczne. Aktualnym prezydentem jest Edwin Lipburger-Kugelmugel (wielki demokratyczny przywódca rewolucyjny, jak sam się określa na tablicy przed budynkiem).